# Coenochilus mayidianus
Coenochilus mayidianus är en skalbaggsart som beskrevs av Schein 1954. Coenochilus mayidianus ingår i släktet Coenochilus och familjen Cetoniidae. Inga underarter finns listade i Catalogue of Life.